# Cefapirina
A cefapirina é um antibiótico do grupo das cefalosporinas da primeira geração. Apresenta espectro de ação reduzido, com atividade proporcional a oxacilina em gram positivos e alguma atividade em relação aos gram negativos.
Este fármaco atua inibindo a síntese da parede celular bacteriana, mecanismo comum aos antibióticos β-lactâmicos, o que resulta em efeito bactericida. A cefapirina é administrada principalmente por via parenteral, estando disponível em formulações injetáveis para uso intravenoso ou intramuscular. 
No contexto clínico, é utilizada no tratamento de infecções causadas por microrganismos suscetíveis, incluindo algumas infecções de pele e tecidos moles, infecções do trato urinário e profilaxia cirúrgica.

## História e Síntese
A cefapirina foi desenvolvida como parte dos esforços para expandir as opções de antibióticos derivados das cefalosporinas, visando aprimorar a eficácia contra diferentes patógenos bacterianos. Embora a data exata de sua primeira síntese não seja amplamente documentada, sabe-se que as cefalosporinas de primeira geração foram introduzidas na prática clínica nas décadas de 1960 e 1970. A cefapirina foi comercializada sob o nome comercial Cefadyl. No entanto, sua produção para uso humano foi descontinuada nos Estados Unidos.

### Usos Clínicos[5]
Atualmente, a cefapirina é amplamente utilizada na medicina veterinária. É indicada para o tratamento de mastite clínica em vacas leiteiras, causada por patógenos como Staphylococcus aureus, Streptococcus agalactiae e Escherichia coli. 

### Toxicidade e Segurança[7]
A cefapirina é geralmente bem tolerada. No entanto, a administração concomitante de cefalosporinas e medicamentos nefrotóxicos pode aumentar a toxicidade renal. Além disso, a administração parenteral simultânea de substâncias nefrotóxicas, como aminoglicosídeos e antibióticos polipeptídicos, pode prolongar a excreção da cefapirina. 

### Precauções e Considerações[9]
É importante que a cefapirina seja prescrita por profissionais qualificados, e seu uso deve ser baseado em testes de sensibilidade bacteriana para garantir a eficácia do tratamento. O uso indiscriminado de antimicrobianos pode levar ao desenvolvimento de resistência bacteriana, representando um risco para a saúde animal e humana. 

Em resumo, a cefapirina desempenha um papel significativo no tratamento de infecções bacterianas, especialmente na medicina veterinária, e seu uso responsável é essencial para manter sua eficácia terapêutica.